# Noitibó-marajá
Noitibó-marajá (Caprimulgus atripennis) é uma espécie de noitibó de tamanho médio nativa do sul da Índia e do Sri Lanka. Anteriormente considerada uma subespécie do noitibó-rabilongo, é mais facilmente reconhecida por seu chamado distintivo, que lembra uma tábua de madeira sendo batida ritmicamente, com cada nota terminando em um tremor. O nome comum homenageia Thomas C. Jerdon, que descreveu a espécie.

## Taxonomia

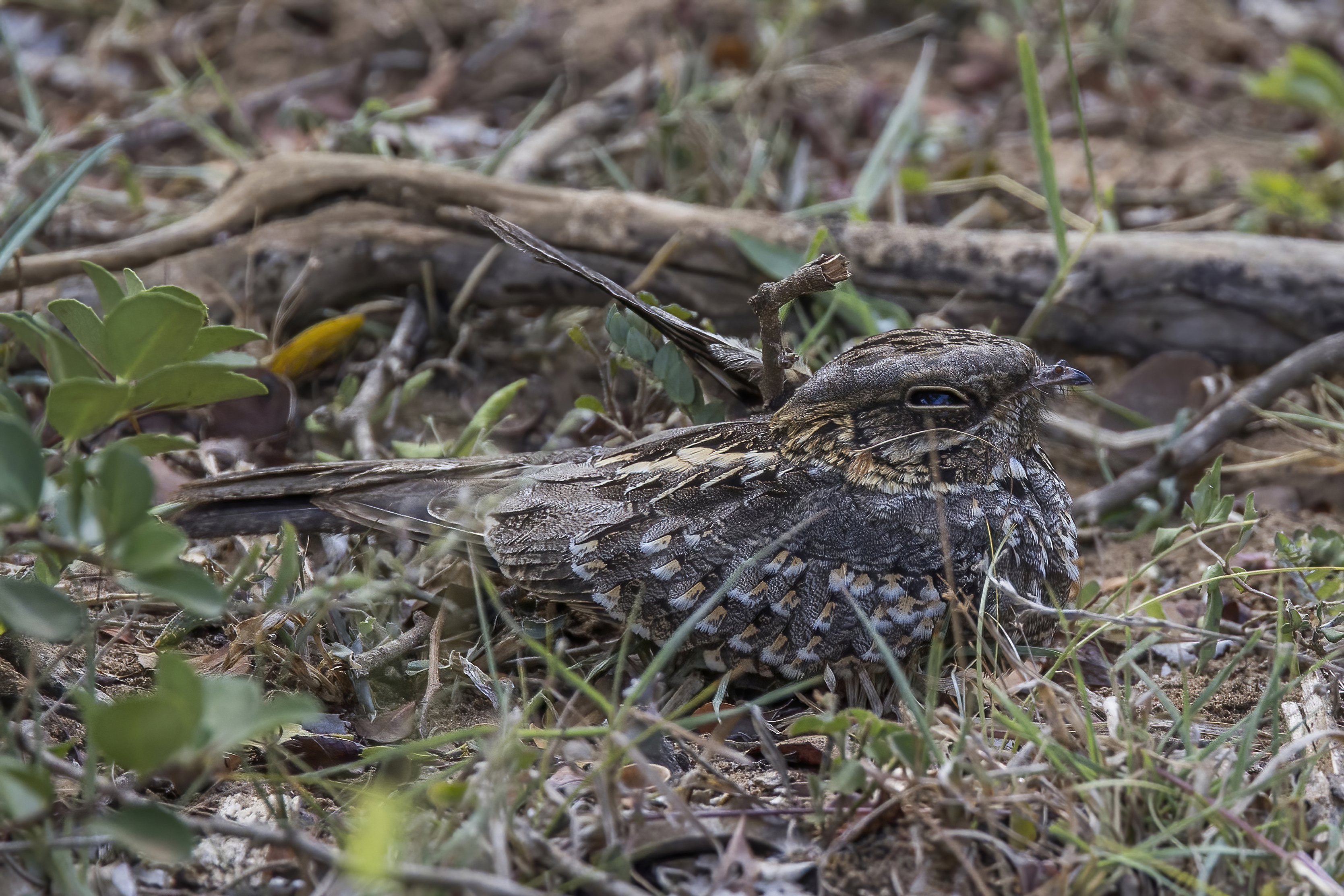
C. a. aequabilis, Sri Lanka

Thomas C. Jerdon descreveu pela primeira vez essa espécie em uma anotação ao seu tratamento de 1845 do noitibó-da-selva (C. indicus) na obra Illustrations of Indian ornithology. Posteriormente, ela foi por vezes agrupada novamente com C. macrurus, mas a coexistência dessa forma com o noitibó-de-cauda-larga (C. macrurus) sem cruzamentos no nordeste da península indiana foi observada em 1987, sugerindo sua distinção. Desde então, foi reafirmada como espécie plena com base em estudos de suas vocalizações. A subespécie do Sri Lanka é C. a. aequabilis. A localidade-tipo mencionada por Jerdon como Ghauts é considerada os Gates Orientais a oeste de Nellore.

## Descrição
Como outros noitibós, possui boca ampla, asas longas, plumagem macia e hábitos noturnos. Com 26 cm de comprimento total, é quase uma cabeça mais longo que o noitibó-indiano (C. asiaticus) e difere dessa espécie pela cauda barrada, pescoço traseiro ruivo e barras nas asas. As vermiculações no píleo são finas, conferindo uma tonalidade quase uniforme. O colar é preto. O macho tem uma mancha branca em cada asa. Sua plumagem críptica é principalmente diversificada em tons de bege e marrom, típica dos noitibós de florestas tropicais escuras. Apresenta uma garganta branca contínua como o noitibó-rabilongo, mas a cauda é mais curta. A subespécie aequabilis do Sri Lanka é ligeiramente menor e mais escura.
Seu chamado típico é um rápido e repetitivo ch-woo-woo. Outro som descrito lembra o coaxar de um sapo.

## Comportamento e ecologia
O noitibó-marajá habita florestas abertas, matagais e áreas cultivadas, sendo uma ave noturna. Após o pôr do sol, voa com um movimento silencioso e suave, semelhante a uma mariposa grande à primeira vista. Durante o dia, repousa imóvel no chão, oculto por sua plumagem, dificultando sua detecção ao se misturar com o solo.
Alimenta-se de insetos noturnos, como mariposas. Diferente do noitibó-indiano (C. asiaticus), raramente descansa em estradas à noite, preferindo pousar em arbustos, o que o torna mais difícil de avistar, pois não é facilmente iluminado por faróis de veículos. Contudo, empoleira-se no chão, embora emita chamados a partir das árvores.
A temporada de reprodução vai de março a julho na Índia e de fevereiro a maio no Sri Lanka. Não constrói ninho; os dois ovos marmoreados são colocados diretamente no solo. O pássaro que choca, cobrindo-os com sua plumagem camuflada, é sua melhor proteção. Os filhotes conseguem rastejar para fora do ninho logo após a eclosão e se escondem entre folhas quando alarmados.

## Conservação
O noitibó-marajá foi classificado como espécie pouco preocupante na Lista Vermelha da IUCN desde 2004, devido à sua ampla distribuição e à tendência populacional considerada estável.